# Petite arnaque entre amis
Pour plus de détails, voir Fiche technique et Distribution.
Petite arnaque entre amis (Finder's Fee) est un film américano-canadien écrit et réalisé par Jeff Probst, sorti en 2001. Il a remporté le festival international du film de Seattle mais n'a néanmoins pas réussi à trouver de distributeur et est donc sorti directement sur le marché vidéo.

## Synopsis
Tepper trouve un portefeuille dans la rue et appelle au numéro de téléphone qui se trouve dedans sur un papier afin de le rendre à son propriétaire. Cependant, il découvre un peu plus tard qu'il y a à l'intérieur un billet gagnant de la loterie d'une valeur de 6 000 000 $. Or, il se trouve que Tepper et ses amis, Fishman, Quigley et Bolan, vont faire leur partie de poker hebdomadaire, au cours de laquelle ils misent leurs billets de loterie (dont ils ne doivent normalement pas regarder le résultat). Fishman, grande gueule mais intègre, Quigley, un peu filou, et Bolan, le brave type par excellence, arrivent peu après. Quand Avery Phillips, le propriétaire du portefeuille à qui on a transmis le message, arrive à son tour, Tepper échange le billet gagnant avec le sien. Il essaie ensuite de faire partir Avery au plus vite mais Avery s'attarde et la police vient boucler l'immeuble sur ces entrefaites car elle recherche un criminel.
Quand l'officier Campbell vient chez Tepper, Avery part à la salle de bains mais Tepper, trouvant ce comportement suspect, le dénonce. Mais Avery n'est pas l'homme recherché par la police et Campbell repart. Fishman insiste pour qu'Avery se joigne à la partie puisque l'immeuble est toujours bouclé. Tepper affirme à ses amis avoir oublié d'acheter un billet mais Avery a remarqué sa nervosité et l'a vu mettre quelque chose dans sa poche. Mis au pied du mur, Tepper dit qu'il l'a acheté pour sa petite amie Carla mais finit par le mettre dans le pot. La partie commence et Bolan puis Quigley sont successivement éliminés. Tepper triche pour éliminer Fishman et se retrouve en tête-à-tête avec Avery, qui a sous-entendu qu'il savait que Tepper avait échangé les billets car il joue toujours les mêmes numéros. Quigley, qui regarde toujours le résultat de la loterie à l'insu des autres, donne les cartes et triche pour faire gagner Tepper, dans le but de partager avec lui.
L'officier Campbell revient pour dire qu'il a trouvé le criminel et qu'ils sont libres de partir. Bolan, dérouté par l'ambiance bizarre de la soirée, s'en va. Quigley fracasse alors une bouteille sur le crâne d'Avery et révèle à Fishman que le billet est gagnant. Alors que les trois amis se disputent pour savoir ce qu'il faut faire, Carla sonne à l'interphone mais Tepper ne lui répond pas. Avery propose de partager en quatre et Fishman et Quigley sont d'accord mais Tepper, qui veut se racheter, insiste désormais pour donner le billet à Avery. Quand Campbell revient une dernière fois, Tepper lui confie le billet (qui est en fait le sien et non celui d'Avery). Fishman et Quigley s'en vont. Resté seul avec Avery, Tepper lui rend son billet à sa grande surprise et Avery, fou de joie, s'en va à son tour. Tepper téléphone ensuite à Carla pour recoller les morceaux. On sonne à sa porte et, quand il ouvre, il découvre stupéfait que le véritable Avery Phillips est devant lui pour récupérer son portefeuille.

## Fiche technique
Sauf indication contraire, les informations mentionnées dans cette section peuvent être confirmées par la base de données cinématographiques IMDb,  présente dans la section « Liens externes ».
- Titre original : Finder's Fee
- Titre français : Petite arnaque entre amis
- Réalisation : Jeff Probst[1]
- Scénario : Jeff Probst
- Décors : Tink
- Costumes : Maria Livingstone
- Photographie : Francis Kenny
- Montage : Brian Berdan
- Musique : B. C. Smith
- Casting : Katy Wallin
- Production : Brad Van Arragon, Katy Wallin et Shawn Williamson ; Jim DePue, Robert Kellar et John J. Kelly (coproduction) ; Jonathan Shore (associé) ; James Shavick (producteur délégué)
- Sociétés de production : MysticArts Pictures et Shavick Entertainment
- Sociétés de distribution : Silverline Pictures (international) ; Lions Gate Films (États-Unis)
- Pays d'origine :  États-Unis,  Canada
- Langue originale : anglais américain et canadien
- Format : couleur - 35 mm - 1,85:1 - son Dolby
- Genre : thriller
- Durée : 100 minutes
- Dates de sortie :

États-Unis : 19 juin 2001 (Festival international du film de Seattle)
France : 3 août 2004 (sorti directement en DVD)

## Distribution
- Erik Palladino : Tepper
- Matthew Lillard (VF : Nessym Guetat) : Fishman
- Dash Mihok (VF : Lionel Bourguet) : Bolan
- James Earl Jones (VF : Bruno Dubernat) : Avery Phillips
- Carly Pope : Carla
- Frances Bay : Mme Darmstetter
- Robert Forster : officier Campbell

Source et légende : version française (VF) selon le carton du doublage français sur le DVD zone 2.

## Production

### Tournage
Le film a été tourné à Vancouver en à peine 17 jours. L'idée en a été donnée à Jeff Probst quand il a trouvé un portefeuille dans la rue et a appelé au numéro de téléphone qui se trouvait dedans. L'homme qui lui a répondu a affirmé être le cousin du propriétaire du portefeuille et Probst le lui a envoyé mais s'est toujours demandé si cette personne était réellement qui elle disait.

## Accueil
Le film est sorti directement en vidéo. Il recueille 60 % de critiques positives, avec une note moyenne de 6,8/10 et sur la base de 5 critiques collectées, sur le site Rotten Tomatoes.

## Distinctions
Le film a remporté en 2001 le Golden Space Needle Award au festival international du film de Seattle et le prix du meilleur scénario au Method Fest Independent Film Festival.
Après sa sortie en vidéo du 28 octobre 2003, James Earl Jones a remporté pour son interprétation le prix du meilleur acteur aux DVD Exclusive Awards (récompenses pour les films sortant directement en vidéo) et le film a été nommé pour les prix du meilleur film, du meilleur scénario et de la meilleure photographie.